# Parathyma napoleonis
Parathyma napoleonis är en fjärilsart som beskrevs av Hans Fruhstorfer 1898. Parathyma napoleonis ingår i släktet Parathyma och familjen praktfjärilar. Inga underarter finns listade i Catalogue of Life.